# 너의 색
《너의 색》(일본어: きみの色 기미노 이로[*])는 사이언스 SARU가 제작한 일본의 애니메이션 영화다. 야마다 나오코 감독, 요시다 레이코 각본의 오리지널 작품이다.

## 스토리
바다에 접한 거리의 기독교계 여자고교 3년에 재학하는 히구라시 토츠코는 만나는 사람 고유의 '색'이 보인다는 특수한 감각을 가지고 있었다. 기숙사에서 생활하는 토츠코는 다른 학생들에게는 조금 떠오른 존재였지만, '예쁜 색'을 느낀 같은 학년의 사쿠나가 키미에게는 비밀리에 동경을 품는다. 그러나 키미는 갑자기 학교에 모습을 보이지 않게 되어, 퇴학했다고 학생들 사이에서는 화제가 되고 있었다. '책방에서 일하고 있는 것을 보았다'라고 하는 소문을 바탕으로, 토츠코는 시내의 책방을 둘러본다. 그리고 마침내 고서점에서 키미를 재회한다. 정확히 그때 가게를 방문했던 남자고교생 카게히라 루이가 키미에 대해 토츠코와 밴드를 짜고 있다고 오해해 말을 걸었다. 토츠코는 "자신들의 밴드 멤버를 모집하고 있다"고 그 자리에서 제안해 두 사람으로부터 찬동을 얻었다.
거리에서 떨어진 섬에 사는 루이를 토츠코와 키미는 방문한다. 루이는 음악 연습에 사용하고 있는 폐교회에 안내해 3명은 의기투합했다. 이후 일요일에 3명은 폐교회에서 연습해 루이의 제안으로 오리지널 곡을 만들게 된다. 토츠코는 너에게 동경하는 생각을 태양계의 태양과 행성에 비유한 노래를 착상한다. 한편 키미와 루이에는 각각 안고 있는 고민이 있었다. 키미는 퇴학한 것을 돌봐주는 할머니에게 숨기고 있었고, 루이는 낙도의 진료소에서 의사를 맡는 어머니의 뒤를 이어줄 것을 요구받아 음악 활동을 공개하지 않았다. 토츠코는 수학여행을 꾀병으로 결석해, '수학여행중'이라는 원칙으로 가는 장소에 곤란하고 있던 키미를 기숙사의 자실에 초대한다. 그러나, 학교 관계자에게 발각되어, 토츠코와 키미는 1개월간의 봉사 활동과 반성문의 제출을 부과되어 루이에게 갈 수 없었다. 학교에 근무하는 시스터 히요코는 우연히 너의 고서점에 들러 반성문을 노래하는 것을 제안하는 것과 동시에, 학교의 세인트 발렌타인 축제에 토츠코와 밴드로 나오는 것을 권했다.
크리스마스에 토츠코와 키미는 섬으로 건넜다. 하지만 날씨가 악화되어 배가 결항되어 루이를 돌보며 폐교회에 머물게 됐다. 토츠코가 전화를 걸어 온 히요코에게 사정을 설명하자, 히요코는 자신이 어떻게든 하기 때문에 '합숙'하고 있으라고 응답했다. 그날 저녁에는 루이도 폐교회에 머물러 세 사람은 마음에 품고 있던 사정을 털어놓았다. 그 후, 키미는 할머니에게, 루이는 어머니에게, 각각 사정을 털어놨다. 맞이한 세인트 발렌타인 축제에서 3명은 각 사람이 만든 곡을 연주한다.

## 등장인물

### 주요 인물
히구라시 토츠코(日暮トツ子)
성우 - 스즈카와 사유
본작의 주인공. 미션 스쿨에 다니는 여고생. 공감각의 소유자로, 사람의 퍼스널리티를 '색'으로 볼 수 있다.
사쿠나가 키미(作永きみ)
성우 - 타카이시 아카리
토츠코와 같은 학년. 학교 성가대 멤버로 다른 학생들에게도 존경받는 존재였지만, 갑자기 퇴학하고 고서점에서 일하는 한편 기타 연습을 하고 있었다.
카게히라 루이(影平ルイ)
성우 - 키도 타이세이
낙도에 사는 고등학교 3학년 남자. 안경을 쓰고 있다. 어머니는 섬의 병원의 의사이며, 그 후를 이어갈 것을 생각하고 있다.
시스터 히요코(シスター日吉子)
성우 - 아라가키 유이
학교 예배당을 자주 방문하는 토츠코와 자주 대화하고 있으며, 토츠코의 밴드 활동도 거기서 알았다.

### 주변 인물
모모치 사쿠(百道さく)
성우 - 야스코
토츠코의 룸메이트.
나나쿠보 시호(七窪しほ)
성우 - 유우키 아오이
토츠코의 룸메이트.
야츠시카 스미카(八鹿スミカ)
성우 - 코토부키 미나코
토츠코의 룸메이트.
사쿠나가 시노(作永紫乃)
성우 - 토다 케이코
키미의 할머니. 시가지 옆집에서 파트 타이머로 일하고 있다.
루이의 어머니
성우 - 이노우에 키쿠코
토츠코의 어머니
성우 - 사사키 유코

## 스태프
- 감독 - 야마다 나오코
- 각본 - 요시다 레이코
- 음악·음악 감독 - 우시오 켄스케
- 캐릭터 디자인·작화 감독 - 코지마 타카시
- 캐릭터 디자인 원안 - 다이스케 리처드
- 미술 총괄 - 시마다 아오이
- 미술 감독 - 무루카 유우나
- 색채 설계 - 코바리 유코
- 촬영 감독 - 토미타 요시미츠
- 편집 - 히로세 키요시
- 음향 감독 - 키무라 에리코
- 음향 효과 - 쿠라하시 히로무네
- 제작 - 최은영, 후루사와 요시히로
- 기획·프로듀스 - 카와무라 겐키
- 프로듀서 - 오카무라 와카나, 사키타 코헤이
- 제작 - 「너의 색」 제작위원회(사이언스 SARU, STORY inc., 도호, 로손 그룹, JR 동일본 기획)
- 기획·프로듀스 - STORY inc.
- 제작·프로듀스 - 사이언스 SARU
- 배급 - 도호

## 음악

### 주제가
in the pocket
노래 - Mr.Children

### 삽입곡
죄짐 맡은 우리 구주
Immaculate Mary
반성문 ~선한 것 아름다운 것 진실된 것~(反省文 ～善きもの美しきもの真実なるもの～)
작사 - 야마다 나오코, 작곡·편곡 - 우시오 켄스케
걷다(あるく)
작사 - 야마다 나오코, 작곡·편곡 - 우시오 켄스케
수금지화목토천 아멘(水金地火木土天アーメン)
작사 - 야마다 나오코, 작곡·편곡 - 우시오 켄스케

## 제작
2022년 12월 3일에 제작과 공개 시기 등이 발표되었다. 각본 요시다 레이코와 감독 야마다 나오코, 음악 우시오 켄스케의 3명은, 2016년의 《목소리의 형태》, 2018년의 《리즈와 파랑새》 등과 같고, 제작 사이언스 SARU와의 팀은 2021년의 《헤이케모노가타리》와 공통되어 있다.